# Abderrahman Samba
Abderrahman Alsaleck, nato Samba (Mauritania, 5 settembre 1995), è un ostacolista mauritano naturalizzato qatariota.

## Biografia

### 2017
Ancora semi sconosciuto, il 28 marzo 2017 al meeting di Sasolburg alla sua seconda uscita dell'anno sui 400 m hs, vince la gara in 48"31, tempo che risulterà la sua miglior prestazione stagionale. Ad agosto partecipa ai mondiali di Londra dove arriva settimo in finale.

### 2018
Apre la stagione 2018 sui 400 m hs a Potchefstroom, destando subito ottime impressioni e vincendo la batteria in 47"90. Si presenta a Doha per la Diamond League e, davanti al pubblico di casa, realizza un notevole 47"57. La sua stagione prosegue a Roma dove vince ancora con 47"48. A giugno nel giro di tre giorni, Oslo prima e Stoccolma dopo, impressiona ulteriormente correndo rispettivamente in 47"60 e 47"41.
Il 30 giugno a Parigi entra nella storia; vince la tappa della Diamond League in 46"98, diventando il secondo uomo a scendere sotto il muro dei 47". All'ottavo appuntamento della rassegna in corso a Losanna, Samba centra una nuova vittoria, chiudendo la gara in 47"42. Ad agosto vince la medaglia d'oro ai Giochi asiatici a Giacarta con il tempo di 47"66. Chiude la sua stagione gareggiando ad Ostrava per le terza edizione della coppa continentale e vincendo con la nona prestazione dell'anno sub 48", tagliando il traguardo in 47"37.

### 2019
La sua stagione si apre a Pretoria dove corre e vince sui 400 m piani in 44"60, dimostrando di avere un ottimo feeling sulla distanza anche senza ostacoli. Ad aprile partecipa ai campionati asiatici a Doha. Davanti al suo pubblico vince la medaglia d'oro in 47"51. Il 18 maggio va in scena a Shanghai lo scontro diretto con Rai Benjamin, l'avversario più accreditato per una corsa alla medaglia d'oro a livello mondiale; Samba ha la meglio con il tempo di 47"27, precedendo Benjamin di oltre mezzo secondo. Il 12 luglio nella tappa della Diamond League di Monaco, si cimenta sui 400 m piani dove finisce secondo in 45" netti. Il 30 settembre ai mondiali di Doha, a causa di un problema fisico, chiude al terzo posto la finale mondiale, conquistando il bronzo dietro Benjamin e Warholm con un tempo di 48"03.

### 2020
Complice la pandemia di COVID-19 che compromette gran parte della stagione di atletica, oltre che causare il rinvio delle Olimpiadi, Samba ne approfitta per recuperare dall'infortunio che lo scorso anno non gli permise di gareggiare alla pari ai mondiali di Doha, saltando tutta la stagione.

## Record nazionali

### Seniores
- 400 metri ostacoli: 46"98 ( Parigi, 30 giugno 2018)

## Progressione

### 400 metri ostacoli
| Stagione | Tempo | Luogo     | Data      | Rank. Mond. |
| -------- | ----- | --------- | --------- | ----------- |
| 2018     | 46"98 | Parigi    | 30-6-2018 | 1º          |
| 2017     | 48"31 | Sasolburg | 28-3-2017 | 8º          |

## Palmarès
| Anno | Manifestazione      | Sede      | Evento   | Risultato | Prestazione | Note                                     |
| ---- | ------------------- | --------- | -------- | --------- | ----------- | ---------------------------------------- |
| 2017 | Mondiali            | Londra    | 400 m hs | 7º        | 49"74       |                                          |
| 2018 | Asiatici indoor     | Teheran   | 4×400 m  | Oro       | 3'10"08     |                                          |
| 2018 | Giochi asiatici     | Giacarta  | 400 m hs | Oro       | 47"66       | Record dei Giochi                        |
| 2018 | Giochi asiatici     | Giacarta  | 4×400 m  | Oro       | 3'00"56     | Record dei Giochi · Record asiatico      |
| 2019 | Campionati asiatici | Doha      | 400 m hs | Oro       | 47"51       | Record dei campionati                    |
| 2019 | Campionati asiatici | Doha      | 4×400 m  | Bronzo    | 3'03"95     |                                          |
| 2019 | Mondiali            | Doha      | 400 m hs | Bronzo    | 48"03       |                                          |
| 2021 | Giochi olimpici     | Tokyo     | 400 m hs | 5º        | 47"12       | Miglior prestazione personale stagionale |
| 2023 | Giochi asiatici     | Hangzhou  | 400 m hs | Oro       | 48"04       | Miglior prestazione personale stagionale |
| 2023 | Giochi asiatici     | Hangzhou  | 4x400 m  | Argento   | 3'02"05     |                                          |
| 2024 | Giochi olimpici     | Parigi    | 400 m hs | 6º        | 47"98       |                                          |
| 2025 | World Relays        | Guangzhou | 4x400 m  | Batteria  | 3'03"97     |                                          |
| 2025 | Campionati asiatici | Gumi      | 400 m hs | Oro       | 48"00       |                                          |
| 2025 | Campionati asiatici | Gumi      | 4x400 m  | Oro       | 3'03"52     |                                          |

## Altre competizioni internazionali
2018
- Oro in Coppa continentale ( Ostrava), 400 m hs - 47"37